# راسل لوید (تدوین‌گر فیلم)
راسل لوید (انگلیسی: Russell Lloyd (film editor)؛ ۲۱ ژانویهٔ ۱۹۱۶ – ۲۹ ژانویهٔ ۲۰۰۸) یک تدوین‌گر اهل انگلستان بود. وی بین سال‌های ۱۹۳۷ تا ۱۹۸۶ میلادی فعالیت می‌کرد.

## گزیده فیلم‌شناسی
- آنا کارنینا (فیلم ۱۹۴۸) (۱۹۴۸)
- موبی‌دیک (۱۹۵۶)
- نابخشوده (فیلم ۱۹۶۰) (۱۹۶۰)
- شیر (۱۹۶۲)
- شکار روباه (فیلم ۱۹۶۶) (۱۹۶۶)
- انعکاس در چشمان طلایی (۱۹۶۷)
- مردی که می‌خواست سلطان باشد (فیلم) (۱۹۷۵)
- نقشه شیطانی دکتر فومانچو (۱۹۸۰)
- کالیگولا (فیلم) (۱۹۸۰)